# Calathea coccinea
Calathea coccinea là một loài thực vật có hoa trong họ Marantaceae. Loài này được Standl. & Steyerm. mô tả khoa học đầu tiên năm 1944.